# Smulpaj

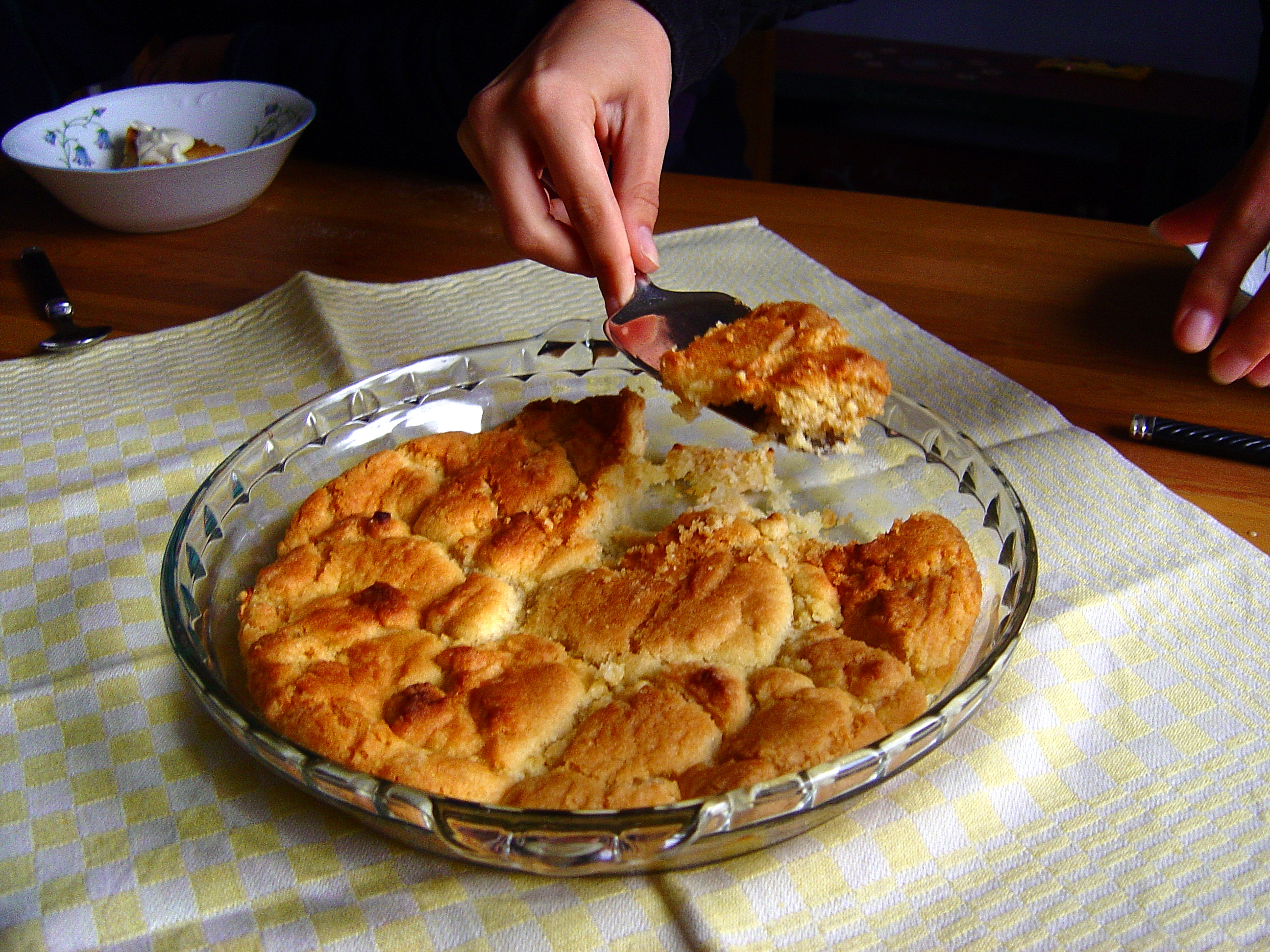
Smulpaj de manzana.

El smulpaj (‘tarta de miga’) es un postre sueco. Difiere de las tartas tradicionales en que no tiene una corteza de masa, sino que el relleno se añade directamente al molde tras engrasarlo. El relleno se elabora mezclando mantequilla con azúcar, harina de trigo y harina de avena hasta obtener una masa quebradiza que se esparce sobre el relleno, horneándose entonces hasta que forma costra.
El smulpaj suele hacerse con manzana. ruibarbo o arándano, y se sirve con crema pastelera o helado.